# Verano de amor
Verano de amor est une telenovela mexicaine diffusée en 2009 sur Canal de las Estrellas. Il est l'adaptation de la telenovela Argentine Verano del 98; par conséquent, les personnages originaux ont été modifiés et leurs profils réécrites pour le public mexicain.

## Distribution

### Acteurs principaux
- Enrique Rocha : Don Vito Roca Provenzano
- Juan Ferrara : Othon Villalba Limonquí / Marcos Casar
- Dulce María : Miranda Perea Olmos
- Mark Tacher : Dante Escudero / Daniel Gurzan
- Lola Merino : Sofía Duarte
- Gonzalo García Vivanco : Mauro Villalba Duarte
- Ari Borovoy : Elías Lobo
- Ana Layevska : Valeria
- Victoria Díaz Arango : Flora Palma
- Christina Mason : Zoe Palma
- Brandon Peniche : Dylan Carrasco Moret
- María Elisa Camargo : Isabela "Isa" Roca
- Pablo Lyle : Baldomero "Baldo" Perea Olmos
- Natasha Dupeyrón : Berenice Perea Olmos / Greta
- Carlos Speitzer : Narciso Sotelo Pérez
- Karla Souza : Dana Villalba Duarte
- Esmeralda Pimentel : Adalberta Claveria
- Yago Muñoz : Enzo Roca
- Mané de la Parra : Bruno
- Andrea Damián : Milena
- Alan Estrada : Fabián Escudero
- Santiago Salcido Toledo : Iván
- Lourdes Canale : Ethelvina García González
- Sharis Cid : Frida Morett de Carrasco
- Analía del Mar : Feliciana Claveria
- María Fernanda García : Reyna Olmos
- Luz María Jerez : Aura de Roca
- Felipe Nájera : Federico Carrasco
- Archie Lanfranco : William
- Jorge Ortin : Adriano Bonfiglio
- Fernando Robles : Donato Vallejo
- Carmen Rodríguez : Eva Rocca
- Rebeca Manríquez : Zulema Esdregal
- Ariane Pellicer : Adelina Olmos
- Yessica Salazar : Giovanna Reyes
- Lourdes Munguía : Violeta Palma
- Manuel Ojeda : Don Clemente Mata
- Pedro Damián : Benito
- Tina Romero : Pura Guerra
- José Carlos Femat : Abogado de Othon
- Michelle Renaud : Débora
- Viviana Ramos : Jennifer
- Rossana San Juan : Celina
- Verónica Jaspeado : Greta
- Michelle : Brisa Palma

### Participations spéciales
- Christopher Uckermann
- Wisin y Yandel
- Axel
- Paty Cantú

## Diffusion internationale
| Pays       | Chaîne                 | Titre          | Série première |
| ---------- | ---------------------- | -------------- | -------------- |
| Mexique    | Canal de las Estrellas | Verano de amor | 9 février 2009 |
| États-Unis | Univision              | Verano de amor |                |
| Costa Rica | Repretel               | Verano de amor |                |
| Pérou      | América Televisión     | Verano de amor |                |
| Paraguay   | LaTele                 | Verano de amor |                |

## Versions
- Verano del '98, produit par Telefe diffusé du 1998-2000.

### Sources
- (es) Cet article est partiellement ou en totalité issu de l’article de Wikipédia en espagnol intitulé « Verano de amor » (voir la liste des auteurs).